# Granada Club de Fútbol
O Granada Club de Fútbol é uma equipe espanhola de sociedade anônima da cidade de Granada, na Andaluzia. Seu acionista majoritário é o grupo chinês Desport e seu presidente é o chinês Jiang Lizhang. Como clube de futebol foi fundado em 14 de abril de 1931 com o nome de Club Recreativo Granada.

## História
Fundada em 1931, a equipe atualmente joga a Segunda Divisão Espanhola, sendo rebaixado da Primeira Divisão Espanhola na última temporada ficando em último lugar da Primeira Divisão Espanhola e manda seus jogos no Estádio Nuevo Los Cármenes. Foi o 3º clube da Andaluzia a jogar a Primeira Divisão, na temporada 1941-1942, depois do Sevilla e do Real Betis.
O clube foi fundado em 14 de abril de 1931, originalmente como Recreativo de Granada e o seu primeiro presidente foi Julio López Fernández. A primeira partida de futebol foi jogada contra o Deportivo Jaén, que resultou em uma vitória por 2x1. O primeiro gol do jogo, e da história do clube, foi marcado por Antonio Bombillar. Na temporada 1931-32 ganhou a Regional Sul da Terceira Divisão.
Depois de várias promoções, em 1941-42 o clube fez sua estréia na La Liga. A partir daí, até os anos 80, alternava entre a categoria e a Segunda Divisião, com a sua década de ouro, que corresponde aos anos 70, que incluiu dois sextos lugares na Liga (1971-1972 e 1973-1974).
Em 1959 alcançou o seu maior feito, sendo vice-campeão da Copa del Generalísimo (mais tarde Copa del Rey). Na final, disputada no Estádio Santiago Bernabéu, a equipe perdeu para o Barcelona por 4x1.
Na década de 1980, o Granada teve alguns breves aparições na segunda divisão, mas passou a maior parte na Segunda División B, caindo para a Tercera División na temporada 2002-03, devido ao não-pagamento aos seus jogadores. Depois de cinco temporadas na Quarta Divisão, Lorenzo Sanz, ex-presidente do Real Madrid, juntamente com o seu filho Francisco Sanz, chegou ao clube. Com a ajuda deles, o clube da Andaluzia foi promovido para a Segunda División B.
Na temporada 2007-08, o time jogou o Grupo IV da Segunda División B.Dois anos depois, em julho de 2009, o clube estava em dificuldades financeiras, à beira da falência. A solução para a crise veio com a assinatura de um acordo de parceria com a equipe italiana da Udinese, assim os espanhóis pegariam emprestado um grande número de jogadores contratados pelo clube italiano, bem como receber seus jovens jogadores e reservas como parte do acordo. No final da temporada, venceu o seu grupo e, em seguida, foi promovido aos playoffs, retornando para a Segunda Divisão após 22 anos.

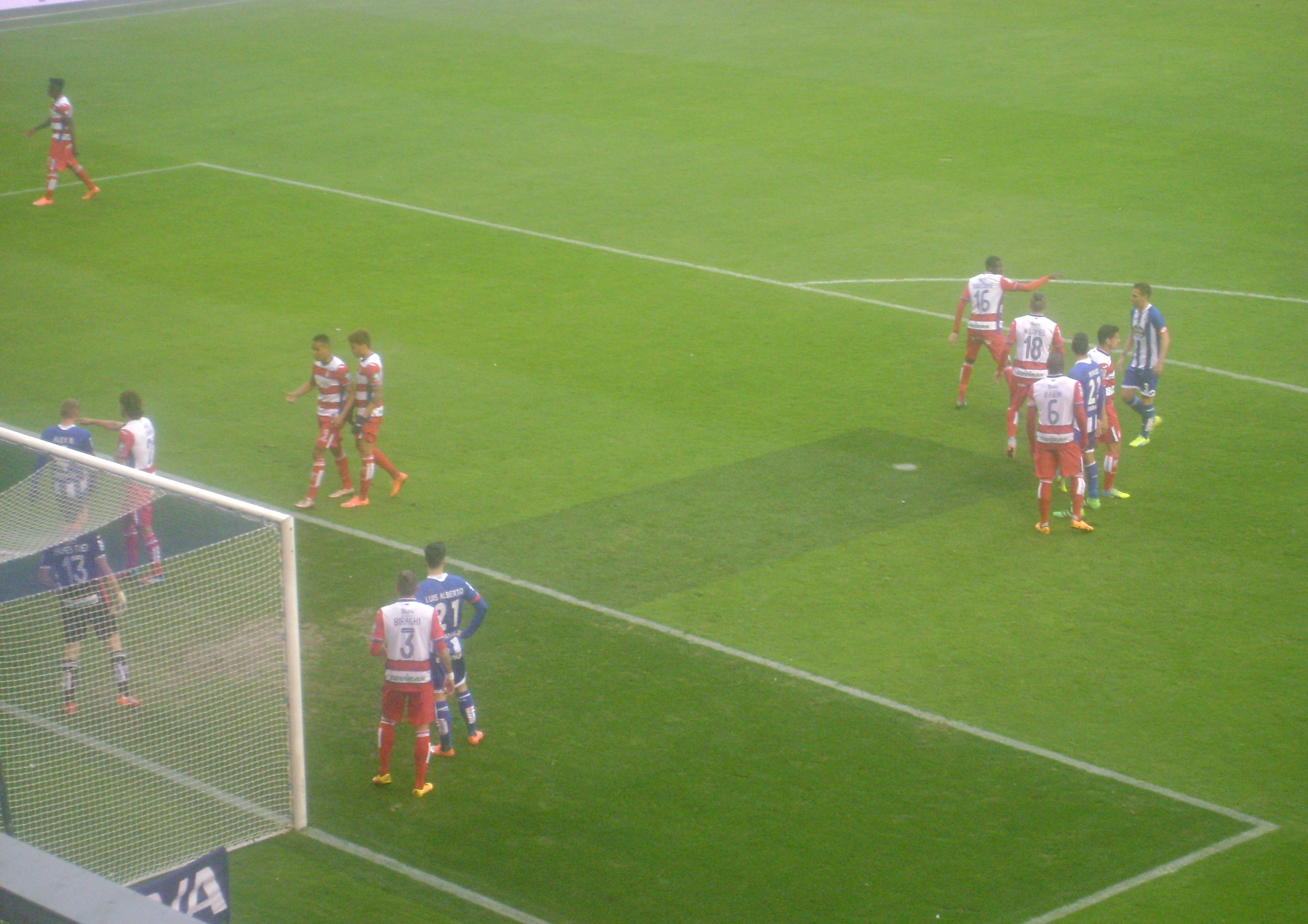
Deportivo de La Coruña vs. Granada CF.

Em 2010-11 terminou na quinta posição, com a maioria dos jogadores vindo por empréstimos da Udinese. No dia 18 de Junho de 2011, o clube se tornou o primeiro vencedor dos Playoffs do Acesso - um sistema diferente que foi utilizado entre as temporadas de 1985 a 1999 - após eliminar o Celta de Vigo nos pênaltis (o placar normal foi 1x1) e derrotar o Elche (1x1 no agregado, venceu pela regra dos gols marcados fora de casa), retornando à Primeira Divisão após uma ausência de 35 anos. Voltou a vencer o Real Madrid em 2 de fevereiro de 2013, Após 40 anos.
Na temporada 2019-20, conquistou um dos maiores feitos da sua história ao obter a vaga para Europa League. A conquista veio após terminar em sétimo lugar e se classificando pela primeira vez na história para disputar uma competição europeia.

## Elenco atual
Atualizado em 15 de abril de 2025.

### Participações
- Temporadas na 1ª Divisão: 24
- Temporadas na 2ª Divisão: 33
- Temporadas na 3ª Divisão: 22
- Temporadas na 4ª Divisão: 5
- Temporadas na Divisão Regional: 2

### Estatísticas
- Melhor colocação na 1ª Divisão: 6º lugar (Temporadas 1971-1972 e 1973-1974)
- Pior colocação na 1ª Divisão: 20º lugar (Temporada 2016-17)
- Maior goleada na 1ª Divisão: Granada 8x0 Real Oviedo (Temporada 1941-42)
- Maior goleada sofrida na 1ª Divisão: Real Madrid 9x1 Granada (Temporada 2014-15)
- Mais partidas jogadas na 1ª Divisão: Pedro Fernández Cantero (170 partidas)
- Jogador que vestiu a camisa do clube por mais vezes: Manuel Molina García (371 partidas)
- Maior artilheiro da história do clube: Rafael Delgado González (97 gols)
- Quem treinou o clube por mais vezes: José Iglesias (206 partidas)
- Maior goleada da história do clube: Granada 11x0 Xerez
- Maior artilheiro na 1ª divisão: Youssef El-Arabi (44 gols)

## Títulos Oficias

### Regionais
- Copa da Andaluzia: (1932/1933)
- 1 Campeonato de reservas da Andaluzia: (1971/1972)

## Títulos e outras campanhas de destaque

#### Nacionais
- Tetracampeão da Segunda Divisão: (1940/1941), (1956/1957), (1967/1968) e (2022/2023)
- Campeão Geral da Terceira Divisão: (2009/2010)
- Campeão do Grupo II da Terceira Divisão: (1982/1983)
- Bicampeão do Grupo IV da Terceira Divisão: (1999-2000) e (2009/2010)
- Campeão da Quarta Divisão: (1933/1934)
- Bicampeão do Grupo IX da Quarta Divisão: (2003/2004) e (2005/2006)
- 3 vezes vice-campeão da Segunda Divisão: (1939/1940),(1940/1941) e (1965/1966)
- Vice-campeão da Terceira Divisão: (1995/1996)
- Vice-campeão da Copa del Rey: (1958/1959)
- 12 vezes nas quartas-de-final da Copa del Rey
- 3 vezes semifinalista da Copa del Rey
- 1 vez nas quartas-de-final do Troféu Presidente da República: 1938
- 5º lugar na Copa Presidente FEF: 1940